# Hermanovce nad Topľou
Hermanovce nad Topľou és un poble i municipi d'Eslovàquia. Es troba a la regió de Prešov, al nord del país.

## Història
La primera referència escrita de la vila data del 1402.

## Demografia
| Godina             | 1994 | 2004    | 2014   | 2024   |
| ------------------ | ---- | ------- | ------ | ------ |
| Nombre de persones | 619  | 685     | 723    | 662    |
| Diferència         |      | +10,66% | +5,54% | −8,43% |

| Godina             | 2023 | 2024   |
| ------------------ | ---- | ------ |
| Nombre de persones | 660  | 662    |
| Diferència         |      | +0,30% |